# Centrum voor Milieu Onderzoek
Het Centrum voor Milieu Onderzoek (CMO) is een instituut op de campus van de Anton de Kom Universiteit van Suriname.
Het centrum werd tussen 1975 en 1997 opgericht en maakt deel uit van de Anton de Kom Universiteit van Suriname. Samen met de Nationale Zoölogische Collectie van Suriname, dat in hetzelfde gebouw gevestigd is, beschikt het over een milieulaboratorium. Beide instituten ondernemen geregeld samen onderzoek, waaronder naar waterkwaliteit  in de Nickerierivier met betrekking tot kwik (2005), kwikvervuiling in Paramaribo (2013) en Suriname als geheel (2018), en naar het leefgebied van jaguars in Suriname.